# 林曉同
林曉同（英文名：Eric Lin），台灣知名珠寶設計師。

## 經歷
2002年受金馬獎邀請，為影帝梁朝偉、劉德華、黎明，影后吳君如、楊貴媚、李心潔等巨星，以電影膠捲為題，設計兩款鑽石榮耀胸章。同年世界黃金協會舉辦的「國際金飾設計大獎」在義大利頒獎，是全球10位得獎設計師之一；而後決定以「林曉同」三個字，創立自己的品牌、推動MIT設計。
2013年獲頒經濟部的國家發明創作獎，這是中華民國史上唯一以「珠寶設計美學」獲獎記錄。2016年作品「青鳥」耳環曾隨知名主持人Janet(謝怡芬)登上奧斯卡紅毯。
2018年兩件「青鳥」設計作品各自榮登全球珠寶流行趨勢權威研究機構Trendvision最新出版的《Trendbook 2020+》「當代總體趨勢」與「未來設計預測」項目。